# Міхеіл Мревлішвілі
Мревлішвілі Міхеіл Миколайович (19 серпня, 1904 — 1 березня, 1980) — грузинський радянський письменник і драматург, заслужений діяч мистецтв Грузинської РСР (1961).
Народився 6 (19) серпня 1904 року — в місті Оні в Західній Грузії.
Автор роману «Інон», повісті «Осередок Харателі» (1947), збірки «Тбіліські новели» (1964), роману «Небезпечний поворот» (1964), п'єс «Ніколоз Бараташвілі» (1949), «Лавина» (1956), «Полум'яний мрійник» (1957) — про Олександра Сергійовича Грибоєдова.
П'єси Мревлішвілі ставляться на сцені театрів Грузії: у 1958 році на сцені Тбіліського театру імені О. С. Грибоєдова була поставлена п'єса «Полум'яний мрійник».
Член КПРС з 1951 року.